# 진 히그진스
진 히그진스(Jean Higgins)는 에미상을 받은 경력이 있는 미국의 텔레비전 및 영화 감독이다. 감독을 맡은 작품으로 로스트나 CSI: 마이애미가 있다. 로스트 시즌 1의 성과로 57회 에미상의 outstanding 드라마 시리즈 부분에서 수상을 받았다.